# 4617 Zadunaisky
4617 Zadunaisky је астероид са пречником од приближно 29,00 .
Афел астероида је на удаљености од 3,424 астрономских јединица (АЈ) од Сунца, а перихел на 2,998 АЈ.
Ексцентрицитет орбите износи 0,066, инклинација (нагиб) орбите у односу на раван еклиптике 18,665 степени, а орбитални период износи 2102,329 дана (5,755 година).
Апсолутна магнитуда астероида је 11,20 а геометријски албедо 0,069.
Астероид је откривен 22. фебруара 1976. године.